# Koprzywnica (gmina)
Koprzywnica – gmina miejsko-wiejska w województwie świętokrzyskim, w powiecie sandomierskim. W latach 1975–1998 gmina położona była w województwie tarnobrzeskim.
Siedzibą gminy jest Koprzywnica.
31 grudnia 2010 gminę zamieszkiwało 7020 osób. Natomiast według danych z 31 grudnia 2019 roku gminę zamieszkiwały 6634 osoby.
Za Królestwa Polskiego gmina Koprzywnica należała do powiatu sandomierskiego w guberni radomskiej. 1 stycznia?/13 stycznia 1870 do gminy przyłączono pozbawioną praw miejskich Koprzywnicę.

## Struktura powierzchni
Według danych z lat 1995–2005 gmina Koprzywnica miała obszar 69,19 km². W ciągu tego okresu zmniejszył się procentowy udział użytków rolniczych (z 84,9% w '95 do 77,7% w latach '04 do '05) oraz lasów (z 5,6% w '95 do 4,8% w '05, przy czym zwiększył się on w stosunku do lat '97 do '98 z 2,6%), na rzecz zwiększenia się areału nieużytków (z 9,5% w '95 do 17,5% w '05).
Niska dochodowość z areału użytków rolnych wymusiła na rolnikach działania na rzecz odłogowania oraz zadrzewiania znacznych połaci swoich gospodarstw.
Gmina Koprzywnica jest typową gminą sadowniczą, co wynika z rozkładu użytków rolnych.
| WYSZCZEGÓLNIENIE | WYSZCZEGÓLNIENIE | WYSZCZEGÓLNIENIE               | WYSZCZEGÓLNIENIE               | WYSZCZEGÓLNIENIE               | J. m.            | STRUKTURA POWIERZCHNI (w latach według rodzaju rolniczej działalności) | STRUKTURA POWIERZCHNI (w latach według rodzaju rolniczej działalności) | STRUKTURA POWIERZCHNI (w latach według rodzaju rolniczej działalności) | STRUKTURA POWIERZCHNI (w latach według rodzaju rolniczej działalności) | STRUKTURA POWIERZCHNI (w latach według rodzaju rolniczej działalności) | STRUKTURA POWIERZCHNI (w latach według rodzaju rolniczej działalności) | STRUKTURA POWIERZCHNI (w latach według rodzaju rolniczej działalności) | STRUKTURA POWIERZCHNI (w latach według rodzaju rolniczej działalności) | STRUKTURA POWIERZCHNI (w latach według rodzaju rolniczej działalności) | STRUKTURA POWIERZCHNI (w latach według rodzaju rolniczej działalności) | STRUKTURA POWIERZCHNI (w latach według rodzaju rolniczej działalności) |                          |                          |                          |                          |
| WYSZCZEGÓLNIENIE | WYSZCZEGÓLNIENIE | WYSZCZEGÓLNIENIE               | WYSZCZEGÓLNIENIE               | WYSZCZEGÓLNIENIE               | J. m.            | 1995                                                                   | 1996                                                                   | 1997                                                                   | 1998                                                                   | 1999                                                                   | 2000                                                                   | 2001                                                                   | 2002                                                                   | 2003                                                                   | 2004                                                                   | 2005                                                                   |                          |                          |                          |                          |
| WYSZCZEGÓLNIENIE | WYSZCZEGÓLNIENIE | WYSZCZEGÓLNIENIE               | WYSZCZEGÓLNIENIE               | WYSZCZEGÓLNIENIE               | J. m.            | W ramach Gminy Koprzywnica                                             | W ramach Gminy Koprzywnica                                             | W ramach Gminy Koprzywnica                                             | W ramach Gminy Koprzywnica                                             | W ramach Gminy Koprzywnica                                             | W ramach Gminy Koprzywnica                                             | W ramach GiM Koprzywnica                                               | W ramach GiM Koprzywnica                                               | W ramach GiM Koprzywnica                                               | W ramach GiM Koprzywnica                                               | W ramach GiM Koprzywnica                                               | W ramach GiM Koprzywnica | W ramach GiM Koprzywnica | W ramach GiM Koprzywnica | W ramach GiM Koprzywnica |
| ---------------- | ---------------- | ------------------------------ | ------------------------------ | ------------------------------ | ---------------- | ---------------------------------------------------------------------- | ---------------------------------------------------------------------- | ---------------------------------------------------------------------- | ---------------------------------------------------------------------- | ---------------------------------------------------------------------- | ---------------------------------------------------------------------- | ---------------------------------------------------------------------- | ---------------------------------------------------------------------- | ---------------------------------------------------------------------- | ---------------------------------------------------------------------- | ---------------------------------------------------------------------- | ------------------------ | ------------------------ | ------------------------ | ------------------------ |
| I.               | OGÓŁEM           | OGÓŁEM                         | OGÓŁEM                         | OGÓŁEM                         | ha               | 6 919                                                                  | 6 919                                                                  | 6 919                                                                  | 6 919                                                                  | 6 919                                                                  | 6 919                                                                  | 6 919                                                                  | 6 919                                                                  | 6 919                                                                  | 6 919                                                                  | 6 919                                                                  |                          |                          |                          |                          |
| I.               | OGÓŁEM           | OGÓŁEM                         | OGÓŁEM                         | OGÓŁEM                         | %                | 100                                                                    | 100                                                                    | 100                                                                    | 100                                                                    | 100                                                                    | 100                                                                    | 100                                                                    | 100                                                                    | 100                                                                    | 100                                                                    | 100                                                                    |                          |                          |                          |                          |
| II.              | UŻYTKI ROLNE     | UŻYTKI ROLNE                   | UŻYTKI ROLNE                   | UŻYTKI ROLNE                   | UŻYTKI ROLNE     | UŻYTKI ROLNE                                                           | UŻYTKI ROLNE                                                           | UŻYTKI ROLNE                                                           | UŻYTKI ROLNE                                                           | UŻYTKI ROLNE                                                           | UŻYTKI ROLNE                                                           | UŻYTKI ROLNE                                                           | UŻYTKI ROLNE                                                           | UŻYTKI ROLNE                                                           | UŻYTKI ROLNE                                                           | UŻYTKI ROLNE                                                           |                          |                          |                          |                          |
| II.              | 1.               | Powierzchnia użyt- ków rolnych | Powierzchnia użyt- ków rolnych | Powierzchnia użyt- ków rolnych | ha               | 5 876                                                                  | 5 883                                                                  | 5 533                                                                  | 5 533                                                                  | 5 668                                                                  | 5 658                                                                  | 5 748                                                                  | 5 748                                                                  | 5 739                                                                  | 5 378                                                                  | 5 378                                                                  |                          |                          |                          |                          |
| II.              | 1.               | Powierzchnia użyt- ków rolnych | Powierzchnia użyt- ków rolnych | Powierzchnia użyt- ków rolnych | %                | 84,9                                                                   | 85                                                                     | 80                                                                     | 80                                                                     | 81,9                                                                   | 81,8                                                                   | 83,1                                                                   | 83,1                                                                   | 82,9                                                                   | 77,7                                                                   | 77,7                                                                   |                          |                          |                          |                          |
| II.              | 1.               | —                              | grunty orne                    | grunty orne                    | ha               | 4 257                                                                  | 4 257                                                                  | 3 457                                                                  | 3 458                                                                  | 3 525                                                                  | 3 515                                                                  | 3 605                                                                  | 3 605                                                                  | 3 241                                                                  | 3 023                                                                  | 3 023                                                                  |                          |                          |                          |                          |
| II.              | 1.               | —                              | grunty orne                    | grunty orne                    | %                | 72,5                                                                   | 72,3                                                                   | 62,5                                                                   | 62,5                                                                   | 62,2                                                                   | 62,1                                                                   | 62,7                                                                   | 62,7                                                                   | 56,5                                                                   | 56,2                                                                   | 56,2                                                                   |                          |                          |                          |                          |
| II.              | 1.               | —                              | sady                           | sady                           | ha               | 530                                                                    | 535                                                                    | 985                                                                    | 985                                                                    | 816                                                                    | 816                                                                    | 816                                                                    | 816                                                                    | 1 650                                                                  | 1 650                                                                  | 1 650                                                                  |                          |                          |                          |                          |
| II.              | 1.               | —                              | sady                           | sady                           | %                | 9                                                                      | 9,1                                                                    | 17,8                                                                   | 17,8                                                                   | 14,4                                                                   | 14,4                                                                   | 14,2                                                                   | 14,2                                                                   | 28,7                                                                   | 30,7                                                                   | 30,7                                                                   |                          |                          |                          |                          |
| II.              | 1.               | —                              | łąki                           | łąki                           | ha               | 971                                                                    | 974                                                                    | 974                                                                    | 970                                                                    | 1 123                                                                  | 1 123                                                                  | 1 123                                                                  | 1 123                                                                  | 723                                                                    | 643                                                                    | 643                                                                    |                          |                          |                          |                          |
| II.              | 1.               | —                              | łąki                           | łąki                           | %                | 16,5                                                                   | 16,6                                                                   | 17,6                                                                   | 17,5                                                                   | 19,8                                                                   | 19,9                                                                   | 19,5                                                                   | 19,5                                                                   | 12,6                                                                   | 12                                                                     | 12                                                                     |                          |                          |                          |                          |
| II.              | 1.               | —                              | pastwiska                      | pastwiska                      | ha               | 118                                                                    | 117                                                                    | 117                                                                    | 120                                                                    | 204                                                                    | 204                                                                    | 204                                                                    | 204                                                                    | 125                                                                    | 62                                                                     | 62                                                                     |                          |                          |                          |                          |
| II.              | 1.               | —                              | pastwiska                      | pastwiska                      | %                | 2                                                                      | 2                                                                      | 2,1                                                                    | 2,2                                                                    | 3,6                                                                    | 3,6                                                                    | 3,6                                                                    | 3,6                                                                    | 2,2                                                                    | 1,1                                                                    | 1,1                                                                    |                          |                          |                          |                          |
| II.              | LASY             | LASY                           | LASY                           | LASY                           | LASY             | LASY                                                                   | LASY                                                                   | LASY                                                                   | LASY                                                                   | LASY                                                                   | LASY                                                                   | LASY                                                                   | LASY                                                                   | LASY                                                                   | LASY                                                                   | LASY                                                                   |                          |                          |                          |                          |
| II.              | 1.               | Lasy i grunty leśne            | Lasy i grunty leśne            | Lasy i grunty leśne            | ha               | 385                                                                    | 284                                                                    | 184                                                                    | 184                                                                    | 349                                                                    | 349                                                                    | 349                                                                    | 349                                                                    | 353                                                                    | 333                                                                    | 333                                                                    |                          |                          |                          |                          |
| II.              | 1.               | Lasy i grunty leśne            | Lasy i grunty leśne            | Lasy i grunty leśne            | %                | 5,6                                                                    | 4,1                                                                    | 2,6                                                                    | 2,6                                                                    | 5,1                                                                    | 5                                                                      | 5                                                                      | 5                                                                      | 5,1                                                                    | 4,8                                                                    | 4,8                                                                    |                          |                          |                          |                          |
| III.             | POZOSTAŁE GRUNTY | POZOSTAŁE GRUNTY               | POZOSTAŁE GRUNTY               | POZOSTAŁE GRUNTY               | POZOSTAŁE GRUNTY | POZOSTAŁE GRUNTY                                                       | POZOSTAŁE GRUNTY                                                       | POZOSTAŁE GRUNTY                                                       | POZOSTAŁE GRUNTY                                                       | POZOSTAŁE GRUNTY                                                       | POZOSTAŁE GRUNTY                                                       | POZOSTAŁE GRUNTY                                                       | POZOSTAŁE GRUNTY                                                       | POZOSTAŁE GRUNTY                                                       | POZOSTAŁE GRUNTY                                                       | POZOSTAŁE GRUNTY                                                       |                          |                          |                          |                          |
| III.             | 1.               | Pozostałe grunty i nieużytki   | Pozostałe grunty i nieużytki   | Pozostałe grunty i nieużytki   | ha               | 658                                                                    | 752                                                                    | 1 202                                                                  | 1 202                                                                  | 902                                                                    | 912                                                                    | 822                                                                    | 822                                                                    | 827                                                                    | 1 208                                                                  | 1 208                                                                  |                          |                          |                          |                          |
| III.             | 1.               | Pozostałe grunty i nieużytki   | Pozostałe grunty i nieużytki   | Pozostałe grunty i nieużytki   | %                | 9,5                                                                    | 10,9                                                                   | 17,4                                                                   | 17,4                                                                   | 13                                                                     | 13,2                                                                   | 11,9                                                                   | 11,9                                                                   | 12                                                                     | 17,5                                                                   | 17,5                                                                   |                          |                          |                          |                          |

Gmina stanowi 10,24 proc. powierzchni powiatu.

## Demografia

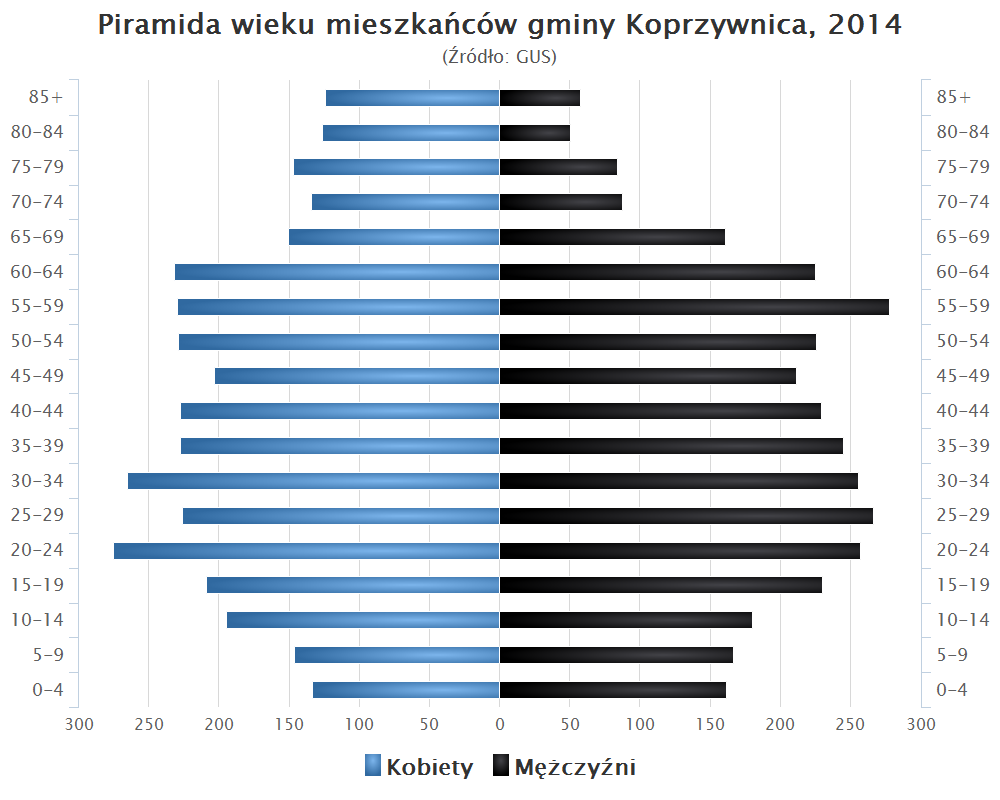
Piramida wieku mieszkańców gminy Koprzywnica w 2014 roku

Liczba ludności (dane z 31 grudnia 2010):
|        | Ogółem | Ogółem | Kobiety | Kobiety | Mężczyźni | Mężczyźni |
| osób   | %      | osób   | %       | osób    | %         |           |
| ------ | ------ | ------ | ------- | ------- | --------- | --------- |
| Ogółem | 7020   | 100    | 3559    | 50,70   | 3461      | 49,30     |
| Miasto | 2540   | 36,18  | 1302    | 18,55   | 1238      | 17,64     |
| Wieś   | 4480   | 63,82  | 2257    | 32,15   | 2223      | 31,67     |

▶Wieś vs ▶miasto
Ogółem (▶k, ▶m)
Miasto (▶k, ▶m)
Wieś (▶k, ▶m)

## Budżet
| WYSZCZEGÓLNIENIE               | J. m. | ROK                        | ROK                        | ROK                        | ROK                        | ROK                        | ROK                        | ROK                                 | ROK                                 | ROK                                 | ROK                                 | ROK                                 | ROK                                 | ROK                                 | ROK                                 | ROK                                 | ROK                                 |
| WYSZCZEGÓLNIENIE               | J. m. | 1995                       | 1996                       | 1997                       | 1998                       | 1999                       | 2000                       | 2001                                | 2002                                | 2003                                | 2004                                | 2005                                | 2006                                | 2007                                | 2008                                | 2009                                | 2010                                |
| WYSZCZEGÓLNIENIE               | J. m. | W ramach Gminy Koprzywnica | W ramach Gminy Koprzywnica | W ramach Gminy Koprzywnica | W ramach Gminy Koprzywnica | W ramach Gminy Koprzywnica | W ramach Gminy Koprzywnica | W ramach Gminy i Miasta Koprzywnica | W ramach Gminy i Miasta Koprzywnica | W ramach Gminy i Miasta Koprzywnica | W ramach Gminy i Miasta Koprzywnica | W ramach Gminy i Miasta Koprzywnica | W ramach Gminy i Miasta Koprzywnica | W ramach Gminy i Miasta Koprzywnica | W ramach Gminy i Miasta Koprzywnica | W ramach Gminy i Miasta Koprzywnica | W ramach Gminy i Miasta Koprzywnica |
| ------------------------------ | ----- | -------------------------- | -------------------------- | -------------------------- | -------------------------- | -------------------------- | -------------------------- | ----------------------------------- | ----------------------------------- | ----------------------------------- | ----------------------------------- | ----------------------------------- | ----------------------------------- | ----------------------------------- | ----------------------------------- | ----------------------------------- | ----------------------------------- |
| Dochody ogółem                 | zł    | 2 383 288,-                | 4 466 720,-                | 6 439 485,-                | 7 473 273,-                | 7 818 964,-                | 8 151 549,-                | 11 533 877,-                        | 9 637 084,-                         | 10 290 024,-                        | 9 806 624,-                         | 12 157 446,-                        | 14 138 868,64                       | 14 357 645,71                       | 16 313 752,74                       | 17 390 495,62                       | 19 895 905,96                       |
| ZNAK                           | ±     | +                          | -                          | -                          | +                          | +                          | +                          | +                                   | +                                   | -                                   | +                                   | -                                   | -                                   | -                                   | +                                   | +                                   | +                                   |
| Deficyt/nadwyżka budżetowy(-a) | zł    | 111 886,-                  | 39 917,-                   | 45 120,-                   | 10 952,-                   | 245 727,-                  | 685 070,-                  | 735 444,-                           | 433 962,-                           | 531 159,-                           | 1 522 586,-                         | 1 562 557,-                         | 55 270,89                           | 203 196,67                          | 207 765,68                          | 2 329 148,46                        | 4 745 597,46                        |
| ZNAK                           | Σ     | =                          | =                          | =                          | =                          | =                          | =                          | =                                   | =                                   | =                                   | =                                   | =                                   | =                                   | =                                   | =                                   | =                                   | =                                   |
| Wydatki ogółem                 | zł    | 2 495 174,-                | 4 426 803,-                | 6 394 365,-                | 7 484 225,-                | 8 064 691,-                | 8 836 619,-                | 12 269 321,-                        | 10 071 046,-                        | 9 758 865,-                         | 11 329 210,-                        | 10 594 889,-                        | 14 083 597,75                       | 14 154 449,04                       | 16 521 518,42                       | 19 719 644,08                       | 24 641 503,42                       |

W roku 2010 średni dochód na mieszkańca wynosił 2834,17 zł (stan na 31 grudnia; 2834,58 zł w zestawieniu na 30 czerwca); jednocześnie średnie wydatki na mieszkańca kształtowały się na poziomie 3510,19 zł (stan na 31 grudnia; 3510,69 zł w zestawieniu na 30 czerwca).

## Sołectwa
Beszyce, Błonie, Ciszyca, Dmosice, Gnieszowice, Kamieniec, Krzcin, Łukowiec, Niedźwice, Postronna, Sośniczany, Świężyce, Trzykosy, Zbigniewice, Zbigniewice-Kolonia

## Sąsiednie gminy
Klimontów, Łoniów, Samborzec, Tarnobrzeg